# エプシロン・コンポジット
エプシロン・コンポジット（EPSILON COMPOSITE）はフランス・ガイヤン＝アン＝メドック(Gaillan-en-Médoc)に本社を置くCFRP（Carbon Fiber Reinforced Plastic)成型品メーカー。
高機能・超軽量CFRP素材を大量生産に適したプルトルージョン製法を活用することで費用対効果の高いソリューションとして世界に広めている。
現代表ステファン・ルル（Stéphane LULL）により1987年に設立された。2017年にはヌーヴェル＝アキテーヌ地域圏の経済発展への貢献を認められグランプリを受賞した。

## 概要
様々な用途向けにカスタマイズされた主力製品のCFRP連続引抜き成型品に加え、ハイブリッドソリューションとしてCFRP引抜き成型品に異種材料を接合したアッセンブリ品にも事業を拡張している。
エプシロン・インダストリーズ（Epsilon Industries）
自動化された製造ラインで連続的に生産される引抜き成型品（パイプ・ロッド・プレートなど）を設立当初より主力製品として製造・販売。顧客の用途に合わせて炭素繊維とエポキシ樹脂の最適な組み合わせの製品を提案する。  引抜成型品のほか、異種材料接合をしたアッセンブリ品も製造・販売している。用途：産業機械・建築/土木・ロボット・スポーツ/レジャー
エプシロン・ローラーズ　（Epsilon Rollers）
主要製品であるCFRP引抜き成型品を用いた超軽量カーボンロールを販売。2004年の事業化後、印刷（オフセット・フレキソ）、FPD・PCB基板製造装置、フィルム製造装置などに採用されている。2017年現在、年間20000本のカーボンロールを販売。
エプシロン・エナジー（Epsilon Energy）
2008年より事業化。エネルギー業界向けに長尺製品を製造・販売。
エプシロン・アエロスペース（Epsilon Aerospace）
2010年より事業化。Airbusをはじめ航空業界向けの構造部品を製造。

## 主要子会社
売上の85％以上がフランス国外への輸出で構成され、おもにドイツ、日本市場に納品されている。
- Epsilon Japan（エプシロンジャパン/東京）
- Epsilon Americas（メキシコ）
- Epsilon Central Europe（オーストリア）

出典

### エプシロン・ジャパン株式会社
1995年から日本市場での販売を開始。2008年に仏エプシロン・コンポジット本社100％出資で日本法人化された。
フランス工場製造品の日本をはじめとしたアジア市場向けの営業・技術サポートやマーケットリサーチを行っている。